# Cá đuối bướm trơn
Cá đuối bướm trơn (danh pháp hai phần: Gymnura micrura) là một loài cá thuộc họ Gymnuridae. Nó được tìm thấy ở Belize, Brasil, Cameroon, Colombia, Cộng hòa Dân chủ Congo, Costa Rica, Guiana thuộc Pháp, Gambia, Guatemala, Guyana, Honduras, México, Nicaragua, Panama, Senegal, Sierra Leone, Suriname, Trinidad và Tobago, Hoa Kỳ và Venezuela. Các môi trường sống tự nhiên của chúng là các khu vực biển nông, các bãi thủy triều, các vùng nước cửa sông và cácphá nước mặn duyên hải.

## Hình ảnh

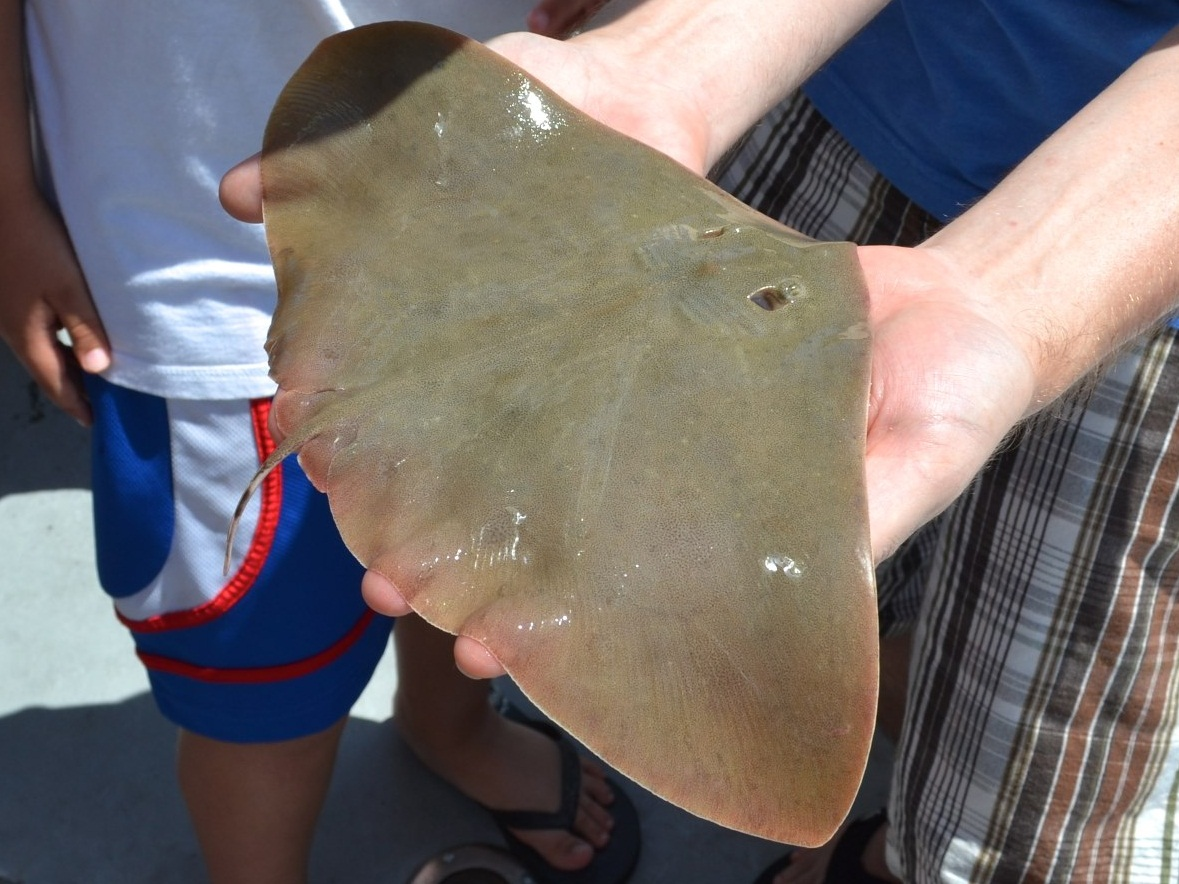
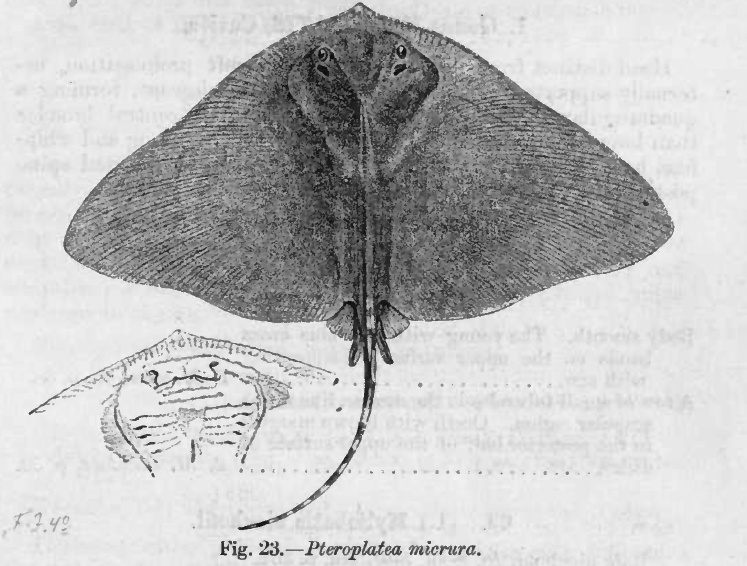
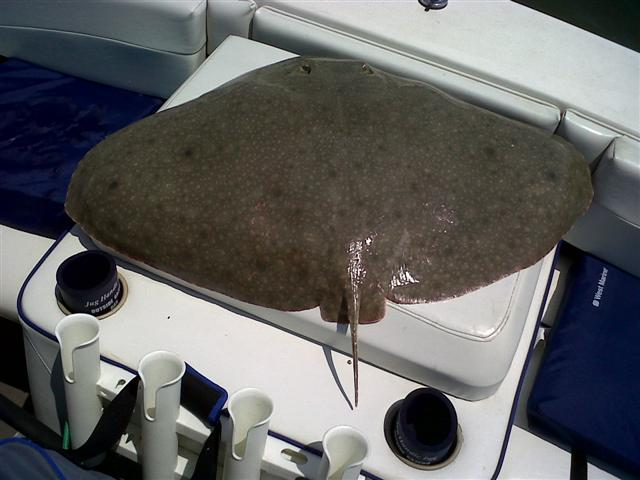
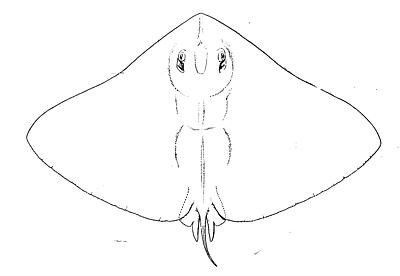